# ميكائيل نيلسون (لاعب سويدي)
ميكائيل نيلسون (بالسويدية: Mikael Nilsson)‏ (مواليد 24 يونيو 1978) هو لاعب كرة قدم. يلعب مع منتخب السويد لكرة القدم. سبق له أن لعب في كأس العالم لكرة القدم مع منتخب بلاده.

## روابط خارجية
- ميكائيل نيلسون على موقع الاتحاد الدولي (مؤرشف)  (الإنجليزية)
- ميكائيل نيلسون على موقع الاتحاد الأوربي (الإنجليزية)
- ميكائيل نيلسون على موقع اتحاد السويد (السويدية)
- ميكائيل نيلسون على موقع قاعدة بيانات كرة القدم.إي يو (الإنجليزية)
- ميكائيل نيلسون على موقع ناشيونال فوتبول تيمز (الإنجليزية)
- ميكائيل نيلسون على موقع عالم كرة القدم.نت (الإنجليزية)